# マニュエル・ド・コダージュ
マニュエル・ド・コダージュ（仏: Manuel de Codage; 略号：MdC）とは、ヒエログリフのテクストの字訳のための標準体系である。

## 歴史
1984年に、ヒエログリフのテクストをコンピュータ上でエンコードするための統一された体系を作成するための委員会が開かれた。これにより得られた『コンピュータ入力のためのヒエログリフのエンコーディング・マニュアル』（Jan Buurman, Nicolas Grimal, Jochen Hallof, Michael Hainsworth and Dirk van der Plas, Manuel de codage des textes hiéroglyphiques en vue de leur saisie informatique, Informatique et Egyptologie 2, Paris 1988）は、ほとんどの場合で略して「マニュエル・ド・コダージュ」（Manuel de Codage＝略号MdC）と呼ばれている。MdCはヒエログリフの書き物だけでなく、略記されたヒエログリフの字訳をもエンコードする簡潔な方法を提供する。制定以後、MdCはヒエログリフのテクストをコンピュータに記録するための正式な共通標準としてエジプト学で世界的に採用されている。

## ヒエログリフ1子音文字と、そのMdCの一覧
| A |

| A |

| a |

| a |

| i |

| i |

| i | i |

| i | i |

| y |

| y |

| w |

| w |

| b |

| b |

| p |

| p |

| f |

| f |

| m |

| m |

| n |

| n |

| r |

| r |

| h |

| h |

| H |

| H |

| x |

| x |

| X |

| X |

| z |

| z |

| s |

| s |

| S |

| S |

| q |

| q |

| k |

| k |

| g |

| g |

| t |

| t |

| T |

| T |

| d |

| d |

| D |

| D |

位置、方向、色、さらには各文字の大きさといったヒエログリフの書き物の特性となる要素の多くを表示し、古代エジプトの完全なテクストを電子的にエンコードする方法をMdCは定めている。基礎要素の表に含まれないヒエログリフはガーディナー番号によって表される。この体系は（しばしば修正されてではあるが）ヒエログリフのテクストを写植するべく開発されたさまざまなソフトウェアパッケージで使用されている（WinGlyph, MacScribe, InScribe, Glyphotext, WikiHiero ほか）。MdCは代数的定式化の共通表現に緩やかに基づいている。その規則の一部は――
- "-" - これが置かれている前後の記号または記号群を結合する
- ":" - これが置かれている前の記号を後の記号の上に置く
- "*" - これが置かれている前後の記号または記号群を並置する
- 丸括弧 "( )" - その他の規則により配置された記号のコンパクトなグループ化を行い、1つの記号であるかのように扱う
- "< >" - カルトゥーシュを表す
- "!" - 行末を表す
- "!!" - ページ末を表す

### 例
- ヒエログリフで | i | mn · n | R4 · t · p | と書かれるアメンホテプの名前は i-mn:n-R4:t*p と字訳され、ここで mn は | mn | を、R4 は | Htp | をそれぞれ表す。R4 の代わりに Htp と書くことも可能であるが、同じラテン文字により字訳される文字や文字群が数多く存在するため、ガーディナーの表にある全ての記号がこのような方式で字訳できるわけではない。最も頻繁に使用されるヒエログリフが選び出され、ある文字もしくは文字の組み合わせで表されるようになっている。よって、n は | n | を表し、音声としては同じく n で表しうる | S3 | は表さない。

- |             |        |            |
| \| \| \| \| |        |            |
|             |        |            |
| i           | mn · n | R4 · t · p |

| i | mn · n | R4 · t · p |

|             |        |            |
| \| \| \| \| |        |            |
|             |        |            |
| i           | mn · n | R4 · t · p |

| i | mn · n | R4 · t · p | のようにカルトゥーシュを加えるには、< i-mn:n-R4:t*p > もしくは < i-mn:n-Htp:t*p > と書く。